# 大潟村農業協同組合
大潟村農業協同組合（おおがたむらのうぎょうきょうどうくみあい）は、秋田県南秋田郡大潟村に本所を置く農業協同組合。愛称はJA大潟村。

## 概要
八郎潟を干拓して作られた大潟村を事業エリアとする農業協同組合として設立。
大潟村は国内有数のコメ産地であるが、JA大潟村は農業所得の増大を図るため、2018年度からタマネギの産地化を目指し、栽培を本格化させるため、2017年12月13日の臨時総会で、タマネギの乾燥・調整・貯蔵施設を18年度に導入することを決議した。

## 沿革
- 1970年9月13日 - 大潟村農業協同組合として設立。

## 他組合との合併に対する態度
JA大潟村は発足以来一度も他組合との合併を経験していない。
1990年代の農協合併方針および、2009年に秋田県農業協同組合中央会が提示した秋田県内5農協体制への叩き台のいずれにも合意せず、組合発足当時から他農協と合併せずに独自で貫き通す方針を示している。
2018年に行われた県域農協の発足に関する県内各組合長の協議では、推進方針が全会一致で承認され、一旦は合併の方向に舵を切ったものの、合併によるサービス低下の懸念、組合員へのアンケートで92.5％の反対票が集まったことを受けて、先んじて協議から離脱した秋田やまもと農業協同組合に続き、2021年3月15日に協議から離脱した。